# 24: Redemption
24: Redemption là một tập phim truyền hình dựa trên loạt phim 24. Nó được công chiếu vào ngày 23 tháng 11 năm 2008 trên kênh Fox tại Hoa Kỳ, và được phát hành ra đĩa DVD vào ngày 25 tháng 11. Kịch bản phim được viết bởi nhà sản xuất Howard Gordon và được đạo diễn bởi Jon Cassar. 24: Redemption diễn ra gần bốn năm sau khi phần 6 kết thúc và hai tháng trước khi phần 7 bắt đầu trong thời gian thực từ 3:00 đến 5:00 chiều (múi giờ Sangala) vào ngày diễn ra lễ nhậm chức Tổng thống Hoa Kỳ.
Bối cảnh chính diễn ra tại Sangala, một đất nước châu Phi hư cấu, nơi Jack Bauer (do Kiefer Sutherland thủ vai) cố gắng tìm sự bình yên cho chính mình, và hoạt động như một nhà truyền giáo với Carl Benton (do Robert Carlyle thủ vai), người xây dựng trường Okavango để hỗ trợ trẻ em mồ côi vì chiến tranh. Bauer nhận được một trát tòa để xuất hiện trước Thượng viện Hoa Kỳ liên quan đến hành vi vi phạm nhân quyền, nhưng anh từ chối đi, và một tổ chức bí mật giữa chính phủ Hoa Kỳ hỗ trợ Tướng Juma (do Tony Todd thủ vai) và lực lượng dân quân của hắn trong một cuộc đảo chính.
Tiêu đề phim ban đầu là 24: Exile. Ý tưởng phim hình thành từ cuộc biểu tình của các nhà biên kịch Mỹ năm 2007–2008, làm trì hoãn mùa chiếu phim cho phần 7 hơn một năm. Redemption đã phần nào lấy cảm hứng từ Nạn diệt chủng Rwanda vào năm 1994. Phần lớn bộ phim được quay bên ngoài Cape Town, Nam Phi vì rất khó để làm giả bối cảnh một nước châu Phi chân thực nếu quay ở Mỹ.
Hai phiên bản của bộ phim được phát hành vào đĩa DVD, phiên bản phát sóng ban đầu và phiên bản mở rộng của đạo diễn. Việc phát sóng ban đầu đã được xem bởi hơn 12 triệu người Mỹ, và nhận được phản hồi tích cực cũng như được ca ngợi vì đã cho mọi người thấy một khía cạnh nhân đạo hơn của Bauer. 24: Redemption được đề cử một giải Quả cầu vàng cũng như năm giải thưởng Emmy.

## Diễn viên và nhân vật

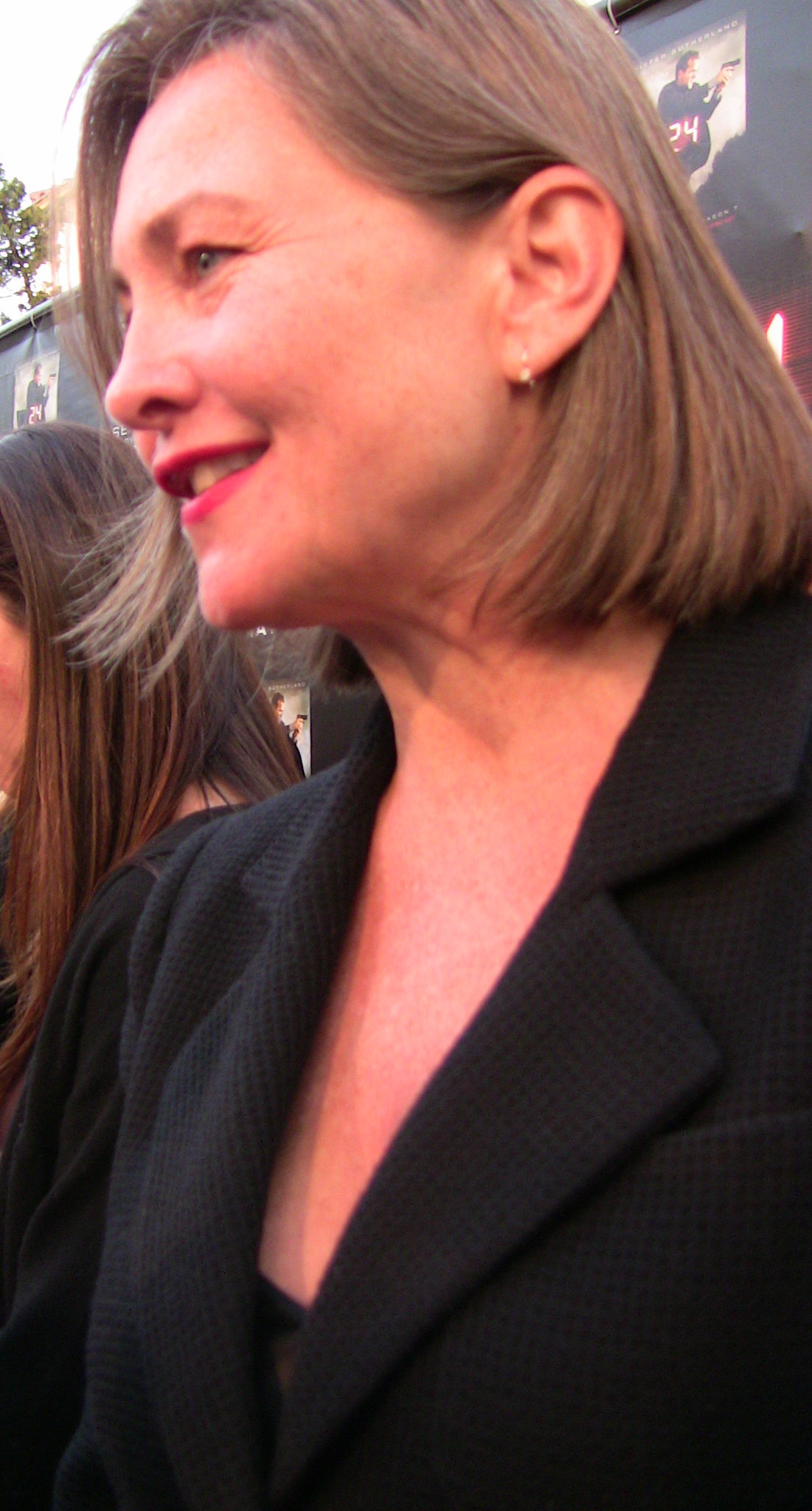
Cherry Jones là diễn viên thủ vai Allison Taylor, nữ Tổng thống đầu tiên của Mỹ.

### Các nhân vật chính
- Kiefer Sutherland trong vai Jack Bauer
- Cherry Jones trong vai Tổng thống đắc cử Allison Taylor
- Bob Gunton trong vai Bộ trưởng Quốc phòng Ethan Kanin
- Colm Feore trong vai Đệ nhất Phu quân Henry Taylor

### Khách mời đặc biệt
- Powers Boothe trong vai Tổng thống Noah Daniels
- Robert Carlyle trong vai Carl Benton
- Jon Voight trong vai Jonas Hodges

### Nhân vật khách mời
- Peter MacNicol trong vai Tom Lennox
- Gil Bellows trong vai Frank Trammell
- Hakeem Kae-Kazim trong vai Đại tá Ike Dubaku
- Siyabulela Ramba trong vai Willie
- Isaach de Bankolé trong vai Ule Matobo
- Kris Lemch trong vai Chris Whitley
- Eric Lively trong vai Roger Taylor
- James Joseph O'Neil trong vai Halcott
- Carly Pope trong vai Samantha Roth
- Sebastian Roché trong vai John Quinn
- Tony Todd trong vai Tướng Benjamin Juma
- Mark Kiely trong vai Mật vụ Edward Vossler
- Mark Aiken trong vai Nichols
- Sean Cameron Michael trong vai Charles Solenz
- Sivuyile "Siv" Ngesi trong vai Thomas
- Zolile Nokwe trong vai Youssou Dubaku
- Mbongeni Nomkonwana trong vai Desmond
- Alude Mahali trong vai người mẹ Sangala tuyệt vọng
- Sonwabisile Jehoshaphat Ngoma trong vai James
- Vincent Kiala trong vai Seville